# 達里奥·克萊西奇
達里奥·克萊西奇（1984年1月11日—）是一位克羅地亞足球運動員。在場上的位置是守門員。他現在效力於德國足球甲級聯賽球隊勒沃庫森。他也代表克羅地亞國家足球隊參賽。